# Le Mécano de la « General » (bande originale, 2004)
 (mars 2020).
Si vous disposez d'ouvrages ou d'articles de référence ou si vous connaissez des sites web de qualité traitant du thème abordé ici, merci de compléter l'article en donnant les références utiles à sa vérifiabilité et en les liant à la section « Notes et références ».
Pour un article plus général, voir Le Mécano de la « General ».
Albums de Joe Hisaishi
World Dreams ハウルの動く城 サウンドトラック
(Hauru no Ugoku Shiro Soundtrack)
Le Mécano de la « General » est un film muet de Buster Keaton qui a connu l'époque où la bande originale n'existait pas telle qu'on la conçoit aujourd'hui, mais où un pianiste ou un petit orchestre jouait directement dans la salle de cinéma en suivant quelques thèmes imposés. En 1995, Robert Israel, spécialiste de la musique de films muets, arrange l'accompagnement musical de l'époque pour créer une bande son diffusée avec les copies du film.
Au début des années 2000, MK2 projette de restaurer quelques films anciens, Le Mécano de la « General » est le premier de cette série. Pour accompagner le souffle nouveau de cette version, la société décide également de faire appel à un célèbre compositeur afin de créer une bande originale inédite. Joe Hisaishi se laisse tenter par l'idée et le film ressort en 2004 dans une qualité qu'il avait perdue depuis sa première sortie en 1926.

## Titres
| No  | Titre                                  | Durée |
| --- | -------------------------------------- | ----- |
| 1.  | The two loves of Johnnie Gray          | 4:15  |
| 2.  | Enlisting                              | 2:38  |
| 3.  | Abandoned                              | 0:48  |
| 4.  | A Train as a Target                    | 1:42  |
| 5.  | Love Kidnapped                         | 2:41  |
| 6.  | Facing the Moving Cannon               | 3:31  |
| 7.  | Chase and Traps                        | 2:07  |
| 8.  | A Smoking Train                        | 1:51  |
| 9.  | Manoeuvres around Chattanooga          | 2:50  |
| 10. | The Forest                             | 1:17  |
| 11. | Getting Together                       | 3:42  |
| 12. | A Fragile Load                         | 2:25  |
| 13. | The Mighty General                     | 4:15  |
| 14. | Train Chase I                          | 3:19  |
| 15. | Train Chase II                         | 3:26  |
| 16. | A Train Without a Master               | 2:54  |
| 17. | The Trapped Bridge                     | 3:20  |
| 18. | Back to the South                      | 1:34  |
| 19. | River Side Fight                       | 5:07  |
| 20. | Finals Cannons Shoots                  | 1:18  |
| 21. | Heros of the Day                       | 5:08  |
| 22. | The Ballade of Annabelle and Johnnie   | 2:40  |
| 23. | Trailers « The General » (Bonus Track) |       |

## Chanson de fin
La chanson du générique du film, The Ballade of Annabelle and Johnnie, est chantée par Anna Mouglalis sur des paroles de Georges Moustaki.